# Mediterranean Tales
Mediterranean Tales es el primer álbum del grupo de rock progresivo Triumvirat lanzado en 1972 y grabado en enero del mismo año en Electrola Studios, Colonia, Alemania. Mezcla variados estilos musicales que van desde el rock progresivo sinfónico más denso hasta la música docta. Esto se evidencia, particularmente, en el tema que da origen al disco, Across the Waters, cuya obertura y cierre corresponden a un fragmento del singspiel de W. A. Mozart, El rapto en el serrallo.

## Lista de canciones
Lado 1
1. "Across the Waters" - 16:31
  - "Overture" (Mozart/Arr: Fritz)
  - "Taxident" (Fritz/Bathelt)
  - "Mind Tripper" (Fritz)
  - "5 O'Clock Tea" (Fritz/Bathelt)
  - "Satan's Breakfast" (Fritz)
  - "Underture" (Mozart/Arr: Fritz)

Lado 2
1. "Eleven Kids" (Fritz/Bathelt) - 6:00
2. "E Minor 5/9 Minor/5" (Fritz) - 7:55
3. "Broken Mirror" (Fritz) - 7:14

## Integrantes
- Hans Pape: bajo, voz
- Hans Bathelt: batería, percusión
- Hans-Jürgen Fritz: órgano, piano eléctrico, piano, sintetizador, percusión, voz
- Ingeniero: Horst Dieter Krohn

- Datos: Q4353376